# 崔維斯·達諾德
崔維斯·伊曼紐·達諾德（英語：Travis Emmanuel d'Arnaud，1989年2月10日—），為美國職棒大聯盟的捕手，目前效力於洛杉磯天使。他先前曾效力於大都會、道奇、光芒與勇士等隊。達諾德在2007年選秀的補充選秀第一輪被費城人選走，後來他在2013年登上大聯盟。

## 職業生涯

### 紐約大都會

#### 2013年

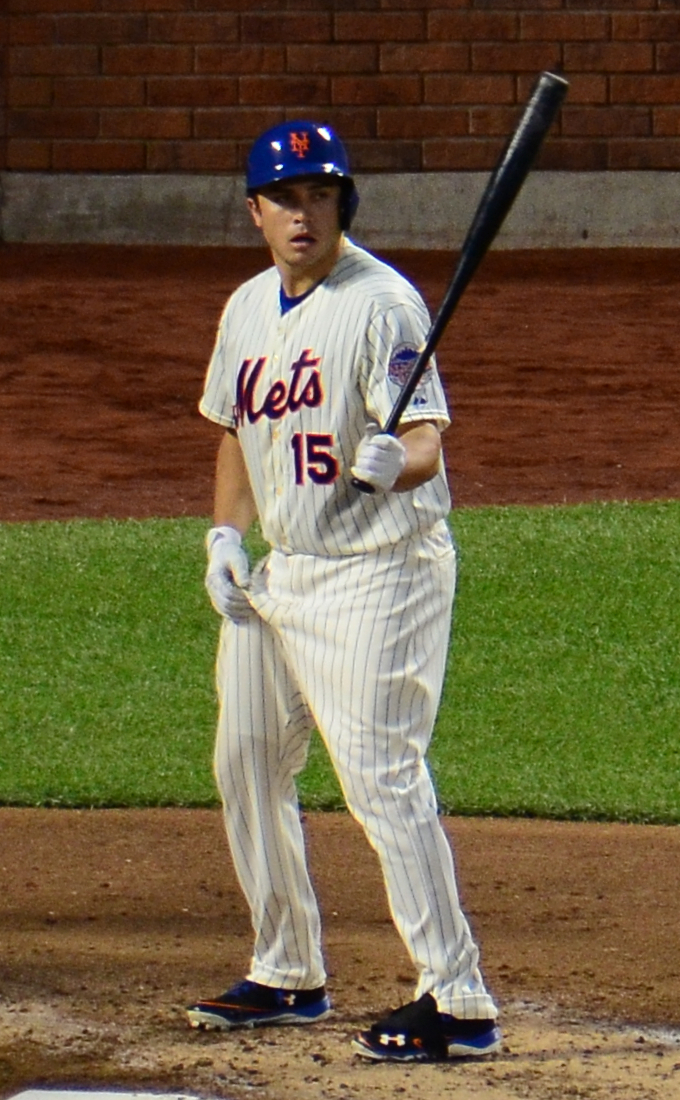
2013年的達諾德

2012年12月17日，藍鳥將達諾德、諾亞·辛德賈德、John Buck和Wuilmer Becerra交易到大都會，換來R·A·迪奇、Josh Thole和Mike Nickeas。
隔年達諾德從3A開季。後來他因為左腳錯位型骨折而進入傷兵名單。8月17日，John Buck因傷缺陣，球隊選擇拉上達諾德。他在8月20日擊出大聯盟首安，25日敲出大聯盟首轟。整季他出賽31場比賽，打擊率為2成02，並敲出1轟與5分打點。

#### 2014年
5月13日，他因為被打者的揮棒擊中頭部，造成職業生涯的第三次腦震盪。6月8日，他的打擊率只有1成80，因此遭到下放小聯盟。結果他在小聯盟的打擊率高達4成36，最後他回到大聯盟成為替補捕手。6月24日，主力捕手Taylor Teagarden受傷，因此達諾德獲得先發機會，而他也在那天敲出一發3分砲。剩餘球季他的打擊率為2成72，並敲出10轟。
整季他的打擊率為2成42，並敲出13轟與41分打點。雖然他發生國聯捕手最多的5次捕逸，但他仍在新人王票選拿下第七名。

#### 2015年

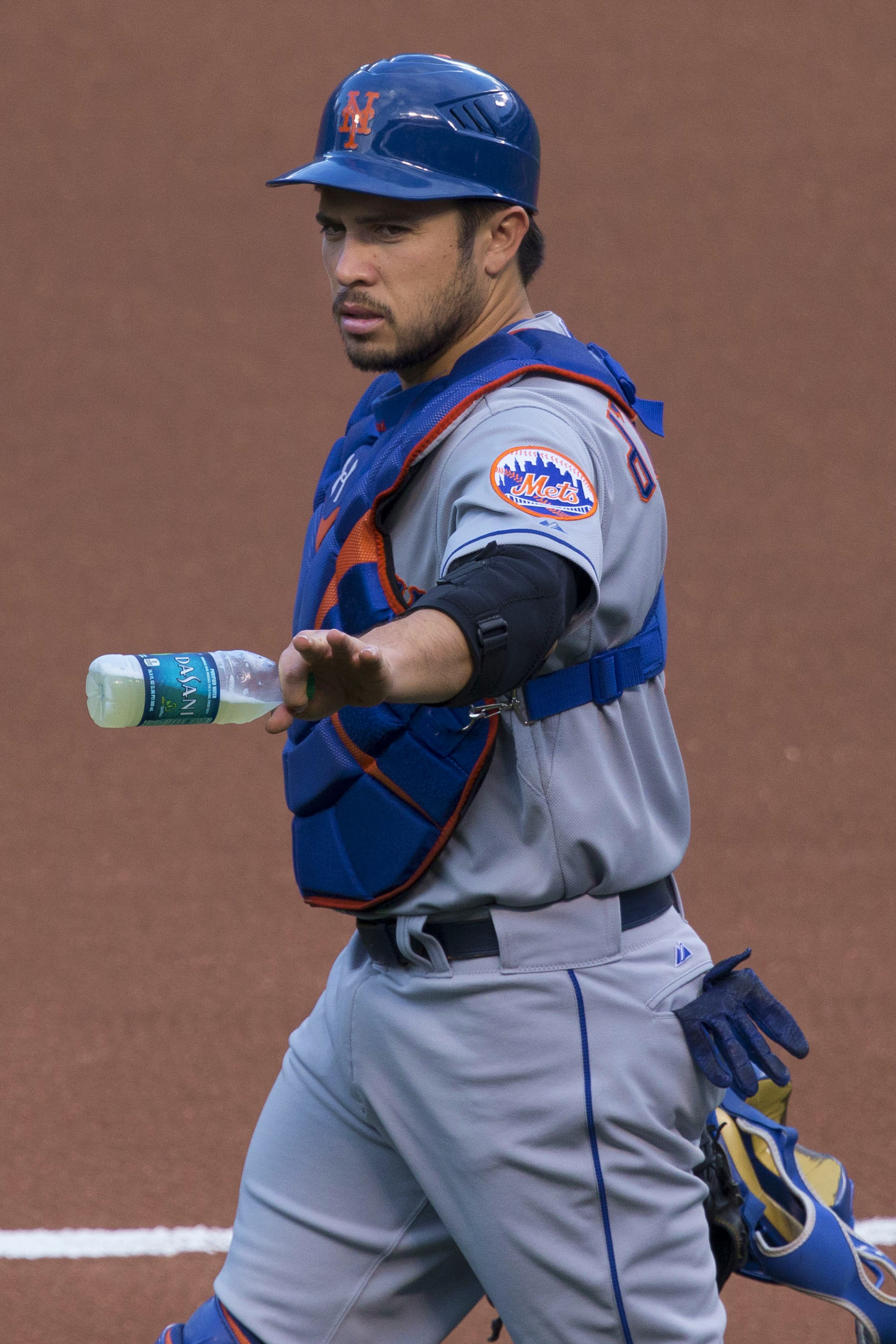
2015年的達諾德

4月19日，達諾德被觸身球擊中手而進入15天傷兵名單。球隊讓Kevin Plawecki接替達諾德的位置，之後球隊將Danny Muno下放小聯盟，讓傷癒回歸的達諾德能夠回到大聯盟。然而他僅回歸10天，雖然他在面對勇士的比賽中敲出2支安打與一支全壘打，但他卻因為要觸殺跑者而和對方相撞，造成他左手肘扭傷。後來球隊捕手Johnny Monell接替他的位置。
整季他的打擊率為2成68，並敲出12轟與41分打點。
季後賽方面，達諾德在分區賽的打擊率僅1成58，並敲出1轟與4分打點。國聯冠軍賽上，達諾德的打擊率為2成67，並敲出2轟與2分打點。不過他在世界大賽的打擊率只有1成43，並吞下4次三振，最後大都會1勝4敗不敵皇家。

#### 2016年
大都會原定讓達諾德成為開幕戰先發捕手，但他卻因為受傷而交由Kevin Plawecki接任。之後他一直在小聯盟打復健賽，最後他成功回到大聯盟，球隊反將Plawecki下放到小聯盟。這年他還為了致敬甫宣布退休的美式足球四分衛培頓·曼寧，而將背號改為18號，並將原本身穿的7號獻給荷西·雷耶斯。

#### 2017年

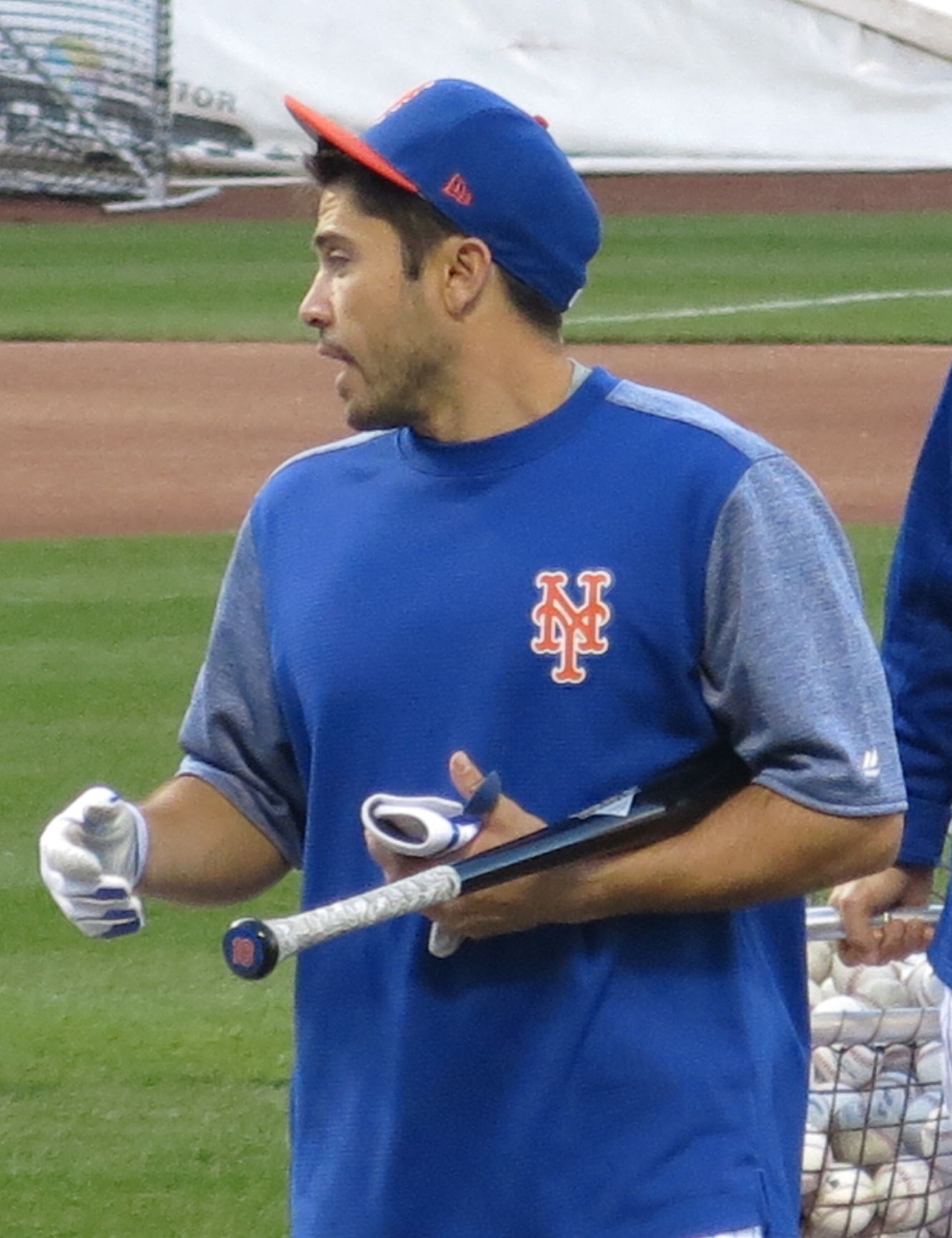
2017年的達諾德

5月5日，他因為右手腕扭傷而進入10天傷兵名單。8月16日，由於陣中內野手荷西·雷耶斯和Wilmer Flores接連受傷，因此總教練只好讓達諾德擔任先發三壘手，但每當對面右打者上場，便讓他跟二壘手Asdrúbal Cabrera交換位置，避免太強勁的球直接打進達諾德的防區，最後兩人整場比賽換位近二十次，形成罕見情景。

#### 2018年
這年達諾德成為開幕戰先發捕手。4月11日，他因為右手肘撕裂傷而進入傷兵名單。最後他在4月17日進行湯米約翰手術，21日進入60天傷兵名單。

#### 2019年
4月28日，達諾德遭到指定讓渡，最後他在5月3日被球隊釋出。

### 洛杉磯道奇
2019年5月5日，達諾德與道奇簽下1年合約。不過他僅以代打身分出賽一場比賽。

### 坦帕灣光芒
2019年5月10日，道奇將達諾德交易到光芒。7月15日，達諾德單場擊出3支全壘打，包含一發超前比數的3分砲。他也是隊史第五位單場擊出三響砲的球員。7月21日，達諾德敲出生涯首發滿貫砲。整季他合計的打擊率為2成51，並敲出16轟與69分打點。

### 亞特蘭大勇士
2019年11月24日，達諾德和勇士簽下2年1,600萬美元的合約。2020年，達諾德打出生涯年。整季打擊率為3成21，並敲出9轟與34分打點。最後他成功拿下生涯首座捕手銀棒獎。不過防守方面，他也發生國聯最多的5次捕逸。
2021年5月1日，達諾德因為觸殺跑者弄傷左手大拇指。他在隔天進入60天傷兵名單，一直到8月11日才重返大聯盟賽場。
8月20日，達諾德和勇士簽下延長合約。整季他的打擊率為2成20，並敲出7轟與26分打點。球隊以外卡席次進入季後賽，最後順利拿下隊史睽違26年的世界大賽冠軍。

## 個人生活
達諾德在2017年11月結婚。而他的哥哥查斯曾在2011年至2018年間於大聯盟打球。

## 外部連結
- 球員資訊和成績在MLB ，ESPN ，Retrosheet ，Baseball Reference ，Baseball Reference (Minors) ，Fangraphs ，The Baseball Cube （英文）